# Pierre Nicolas Dorsaz
Pour les articles homonymes, voir Dorsaz.
Pierre Nicolas Dorsaz, né en 1773 et mort en 1843, est un habitant du village de Bourg-Saint-Pierre qui a servi de guide à Napoléon Bonaparte lorsque ce dernier a franchi le col du Grand-Saint-Bernard avec son armée pour attaquer les Autrichiens. Il est notamment célèbre pour avoir sauvé la vie du Premier consul lors de cette traversée des Alpes.

## Biographie
Pierre Nicolas Dorsaz serait né en 1773.
En 1800, le Premier consul Napoléon Bonaparte, récemment rentré d'Égypte, lance la deuxième campagne d'Italie contre les Autrichiens du maréchal Melas, qui viennent de reprendre le contrôle du pays en son absence. Son plan consiste à franchir les Alpes pour surprendre l'armée adverse. Arrivé le 20 mai au village de Bourg-Saint-Pierre, au pied des montagnes alpines, Bonaparte réclame un guide pour le conduire, lui et son armée, jusqu'à l'hospice du Grand-Saint-Bernard. Pierre Nicolas Dorsaz, alors âgé de 27 ans, lui est présenté,. Après des salutations sommaires, le consul grimpe sur la mule qu'il a fait louer auprès du montagnard et ordonne l'ascension du col. Dorsaz, qui croit avoir affaire à un simple capitaine,, marche à côté de lui.
L'ascension se déroule bien, malgré le temps exécrable qui règne ce jour-là. En franchissant l'étroit défilé de Sarreire, la mule de Bonaparte butte contre un rocher et menace de basculer dans le précipice avec son cavalier. D'une poigne de fer, Dorsaz retient le futur empereur en saisissant un pan de son manteau tout en redressant la mule par la mors, lui sauvant ainsi la vie. Dès ce moment, Napoléon, jusque-là silencieux, engage la conversation avec le montagnard qui lui apprend qu'on le paye trois francs en tant que guide, une somme insuffisante pour lui permettre d'acheter sa maison et de se marier. Bonaparte veut le gratifier pour son acte, mais Dorsaz, sitôt arrivé à l'hospice, aurait disparu sans laisser de traces.
Ce n'est qu'en 1801 que Napoléon fait parvenir à son ancien guide la somme de 1 200 francs,. Dorsaz ayant entre-temps acquis sa demeure, il reçoit la somme « en récompense de son zèle et de son dévouement ». L'historien Jean Tranié soutient néanmoins que le consul aurait récompensé le guide dès son arrivée à l'hospice. Pierre Nicolas Dorsaz épouse Éléonore Genoud un an plus tard, en 1802. Il décède en 1843.